# Vernazobre
Der Vernazobre ist ein Fluss in Frankreich, der im Département Hérault in der Region Okzitanien verläuft. Er entspringt im Regionalen Naturpark Haut-Languedoc, nördlich des Weilers Copujol, im Gemeindegebiet von Pardailhan und ändert im Oberlauf mehrfach seinen Namen (Ruisseau des Croses, Ruisseau de Lauzes, Ruisseau de Pont Guiraud). Der Fluss entwässert generell Richtung Ost bis Südost durch die Landschaft Minervois und mündet nach 24 Kilometern im Gemeindegebiet von Cessenon-sur-Orb als rechter Nebenfluss in den Orb.

## Orte am Fluss
(in Fließreihenfolge)
- Pardailhan
- Babeau-Bouldoux
- Saint-Chinian
- Pierrerue
- Prades-sur-Vernazobre